# Pi Canis Majoris
Pi Canis Majoris (π CMa / 19 Canis Majoris) es una estrella en la constelación del Can Mayor de magnitud aparente +4,69.
Se encuentra a 96 años luz de distancia del sistema solar.
Su máximo acercamiento a la Tierra tendrá lugar dentro de 722.000 años, cuando estará a una distancia de 22,4 años luz.

## Características
Pi Canis Majoris es una estrella de la secuencia principal de tipo espectral F1.5V, anteriormente catalogada como F3V, con una temperatura efectiva de 6870 K.
Tiene una luminosidad 10 veces mayor que la del Sol y un radio 2,1 veces más grande que el radio solar.
Gira sobre sí misma con una velocidad de rotación de al menos 92 km/s, lo que supone una velocidad 46 veces más rápida que la del Sol.
Su metalicidad, expresada como la abundancia relativa de hierro, equivale a un 68% de la del Sol ([Fe/H] = -0,17).
Con una masa un 58% mayor que la masa solar, su edad se estima en 1400 millones de años.
Un exceso en la radiación infrarroja emitida a 24 y 70 μm indica la presencia de un disco de polvo en torno a Pi Canis Majoris; el acusado exceso a 24 μm y el exceso más débil a 70 μm implica una alta temperatura del polvo de 188 K.
Pi Canis Majoris se mueve en una órbita galáctica notablemente excéntrica (e = 0,52).
Ello propicia que en el apoastro llegue a estar a más de 22 kilopársecs del centro galáctico, más del doble de la distancia del máximo alejamiento del Sol.

## Compañera estelar y variabilidad
Pi Canis Majoris tiene una tenue acompañante de magnitud +9,6 visualmente a 11,6 segundos de arco, con la que forma un sistema binario.
La separación real entre ambas estrellas es de 339 UA.
Asimismo, Pi Canis Majoris puede ser una estrella variable con una pequeña fluctuación en su brillo de 0,03 magnitudes.